# دينيس غيبونز
دينيس غيبونز (بالإنجليزية: Denis Gibbons) هو موسيقي أسترالي، ولد في 1932 في Port Elliot, South Australia ‏ في أستراليا، وتوفي في 2011.

## وصلات خارجية
- دينيس غيبونز على موقع ميوزك برينز (الإنجليزية)
- دينيس غيبونز على موقع ديسكوغز (الإنجليزية)